# Caselle Landi
Caselle Landi er en by og kommune i Lombardiet, i provinsen Lodi, i det nordlige Italien. I december 2021 var der i alt 1.490 indbyggere.

## Beliggenhed
Byen ligger 35 km syd for Lodi. Gennem byen flyder floden Po. Distrikter i kommunen er: Bruzzelle, Gerrone, Mezzanino og Mezzanone. De omkringliggende kommuner er: Caorso (PC), Castelnuovo Bocca d'Adda, Corno Giovine, Cornovecchio, Meleti, Piacenza, Santo Stefano Lodigiano.